# Rádiová přístupová technologie
Rádiová přístupová technologie (anglicky Radio access technology, RAT) je metoda podkladového fyzického spojení do rádiové komunikační sítě. Mnoho moderních mobilních telefonů podporuje v jednom zařízení několik rádiových přístupových technologií jako například Bluetooth, Wi-Fi a GSM, Universal Mobile Telecommunications System, LTE nebo 5G NR.
Termín RAT se tradičně používá pro popis interoperability v mobilních komunikačních sítích, například v článku od Virtej et al. nebo v příkladě, který popisuje Wikipedie na stránce Rádiová přístupová síť.
Později se termín RAT začal používat při popisu heterogenních bezdrátových sítí. Termín se používá, když uživatel zařízení vybírá mezi typy rádiové přístupové technologie pro připojení do Internetu. To se často provádí podobným způsobem jako výběr přístupového bodu v sítích podle IEEE 802.11 (Wi-Fi).

## Předávání spojení mezi RAT
Mobilní terminál připojený pomocí nějaké rádiové přístupové technologie provádí měření signálu v sousedních buňkách a zprávy o měření posílá do sítě. Na základě těchto zpráv o měřeních poskytovaných mobilním terminálem může síť zahájit předání spojení z jedné rádiové přístupové technologie do druhé, tak zvané Inter-RAT (IRAT) handover, například z W-CDMA na GSM nebo naopak. Jakmile je předání spojení na novou rádiovou přístupovou technologii uskutečněno, kanály používané při připojení pomocí předchozí RAT jsou uvolněny.